# Platanthera psycodes
Platanthera psycodes är en orkidéart som först beskrevs av Carl von Linné, och fick sitt nu gällande namn av John Lindley. Platanthera psycodes ingår i släktet nattvioler, och familjen orkidéer. Inga underarter finns listade i Catalogue of Life.

## Bildgalleri

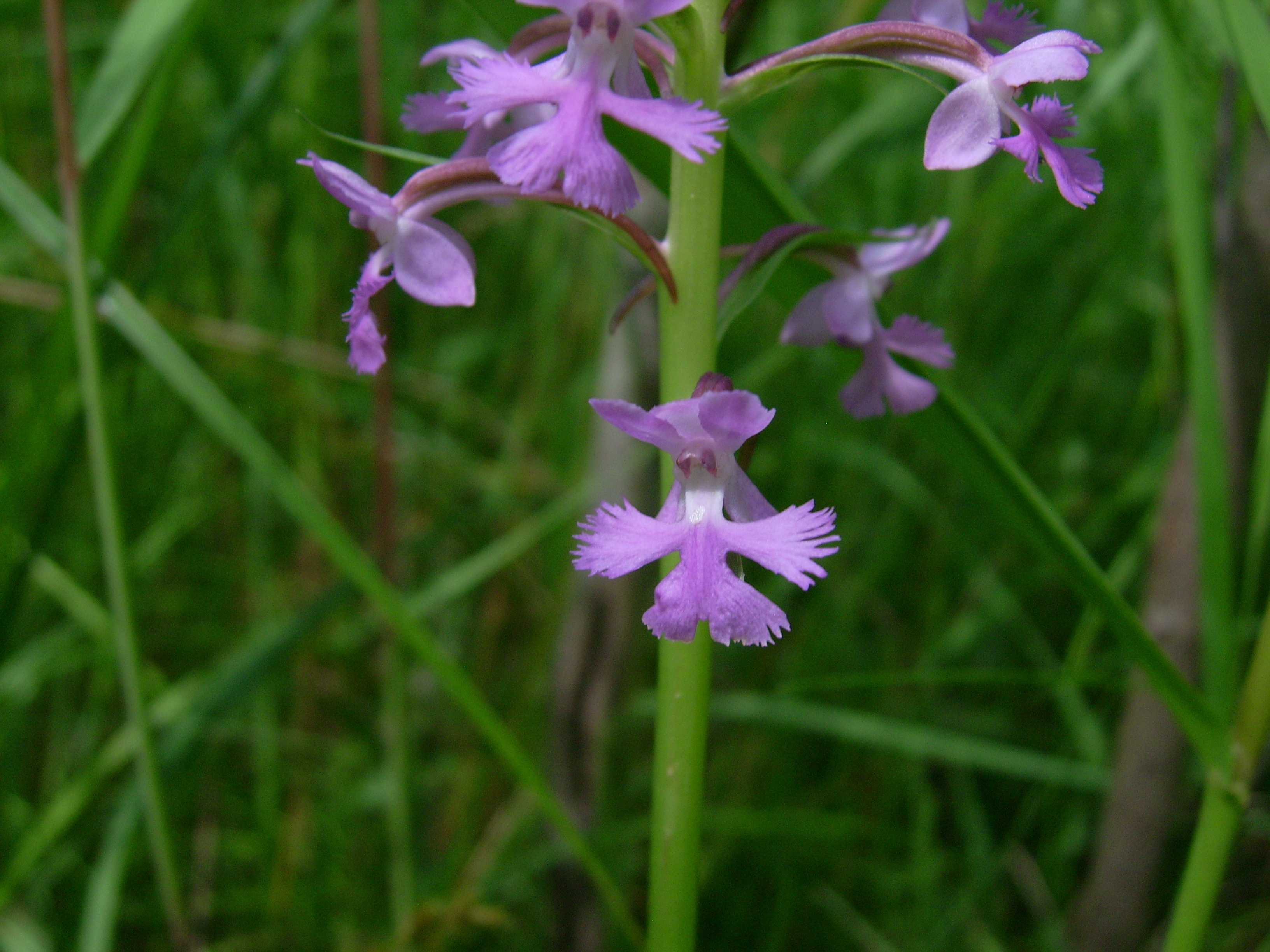
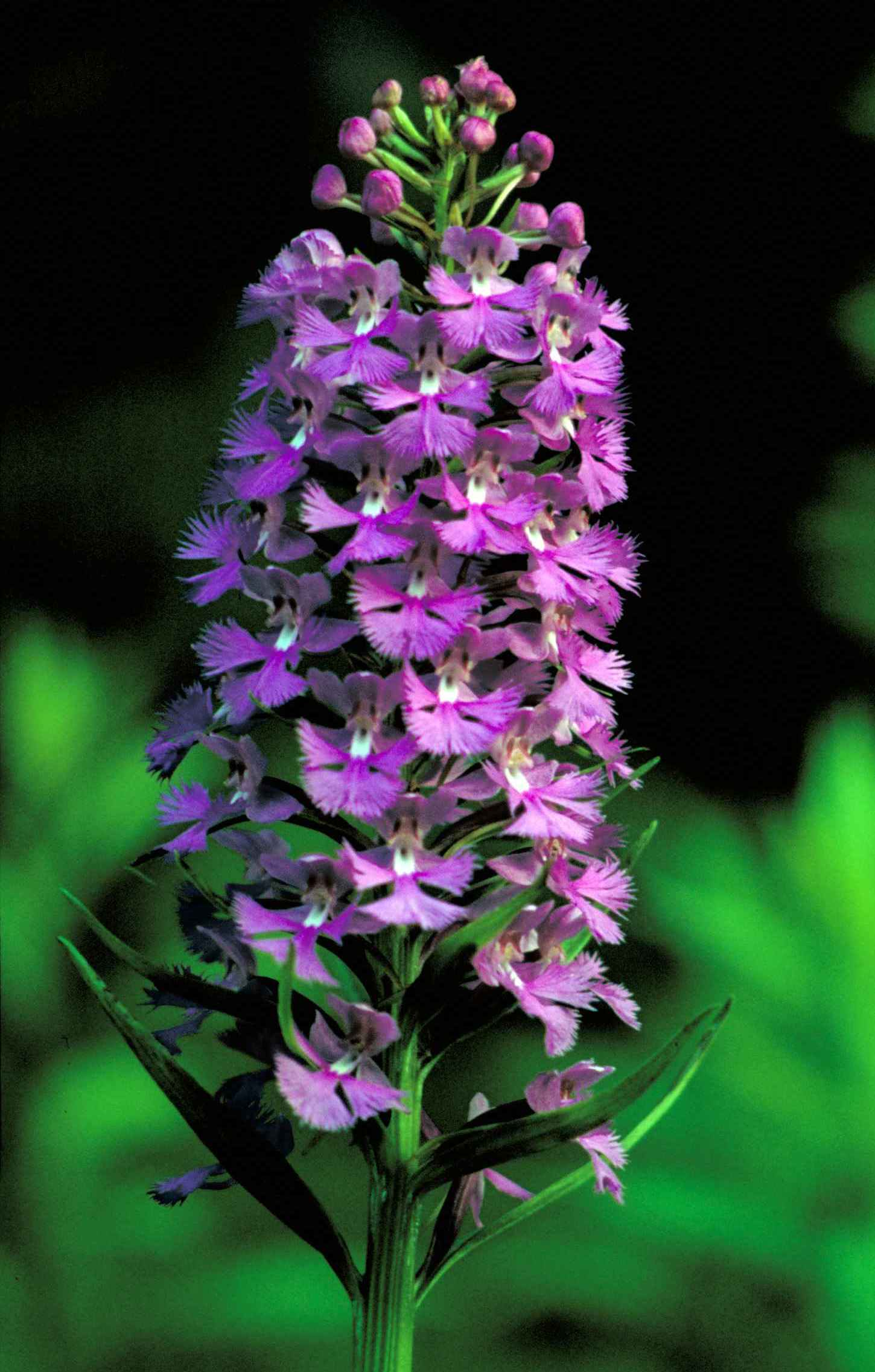
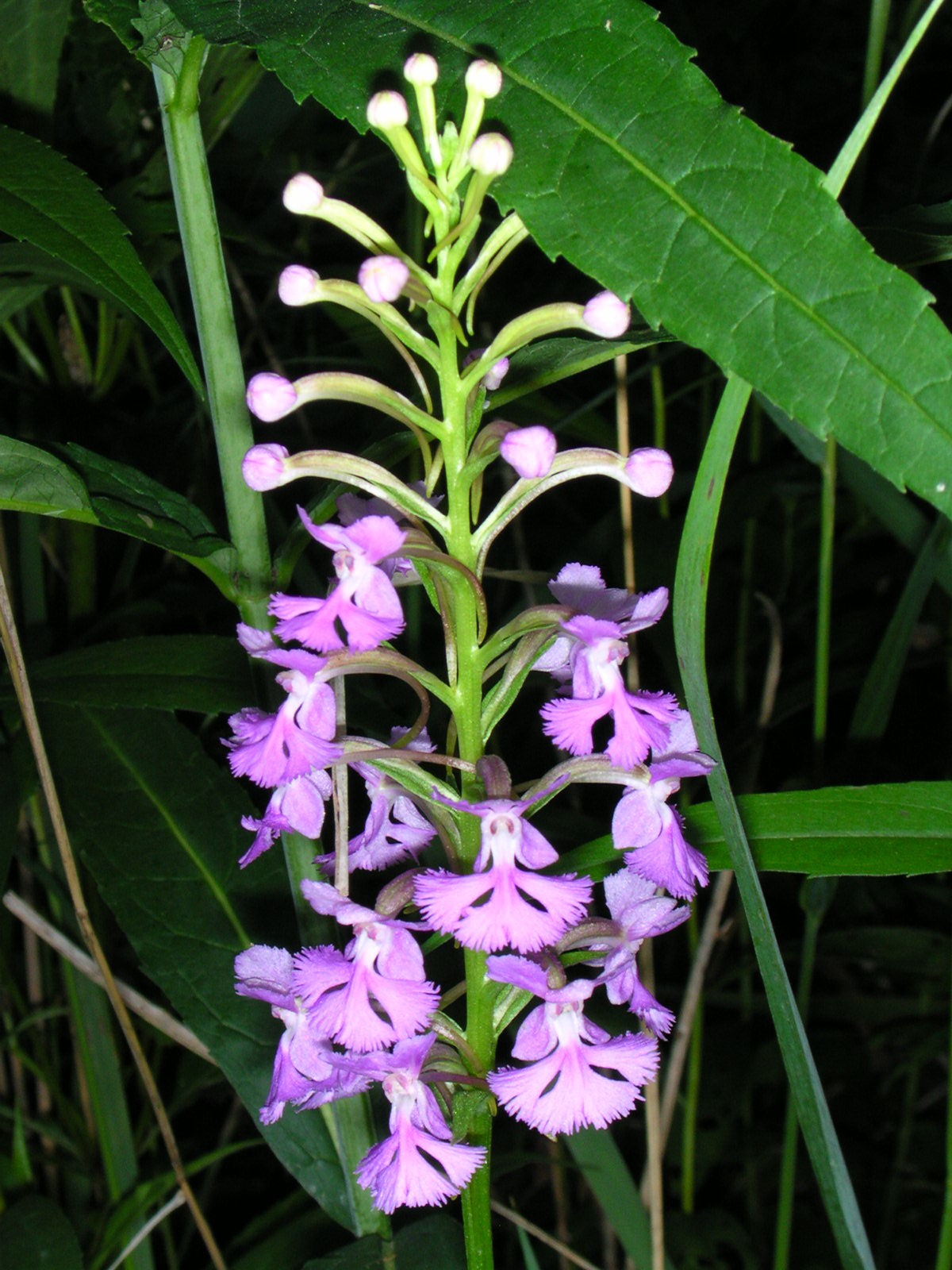
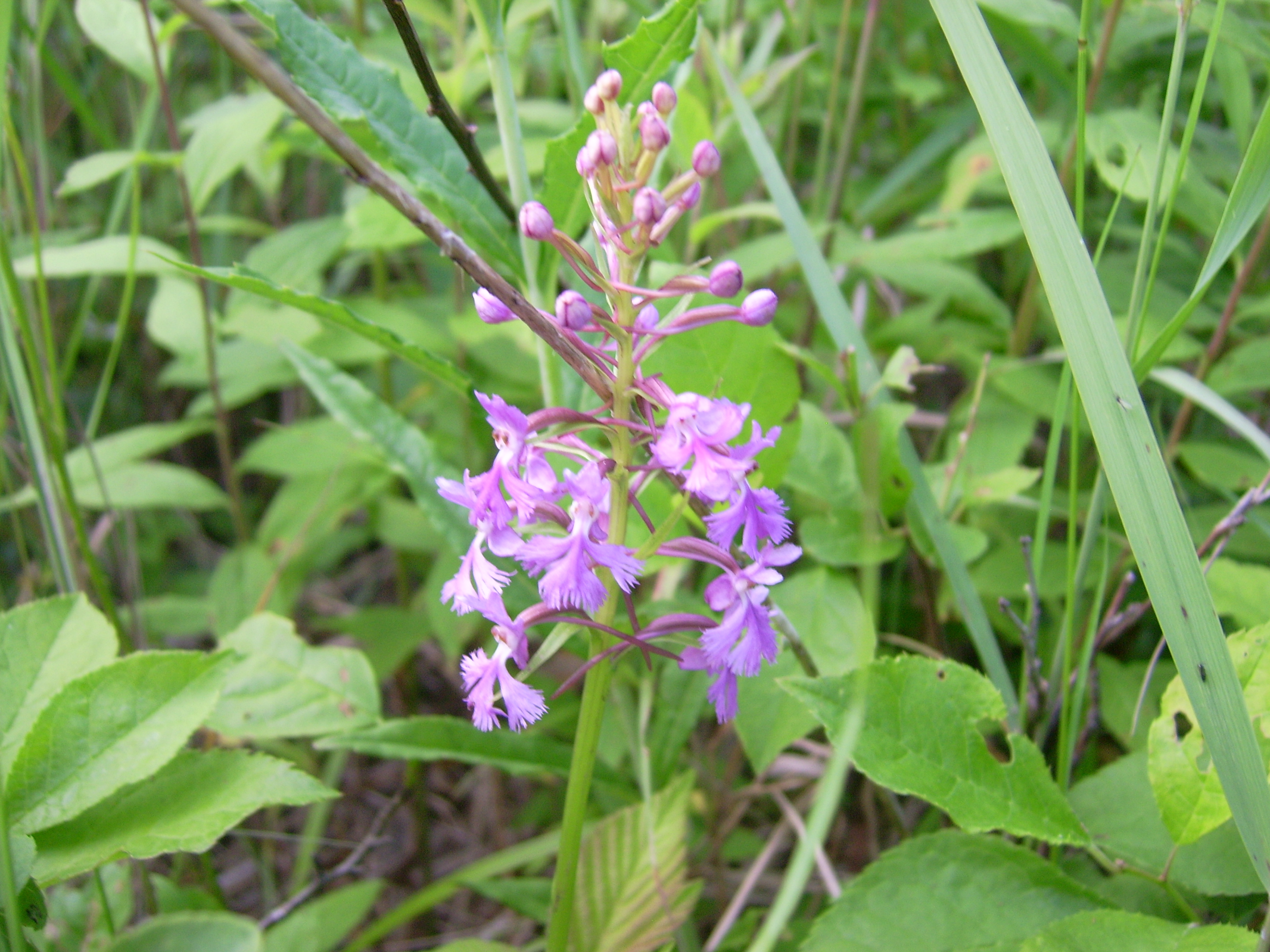
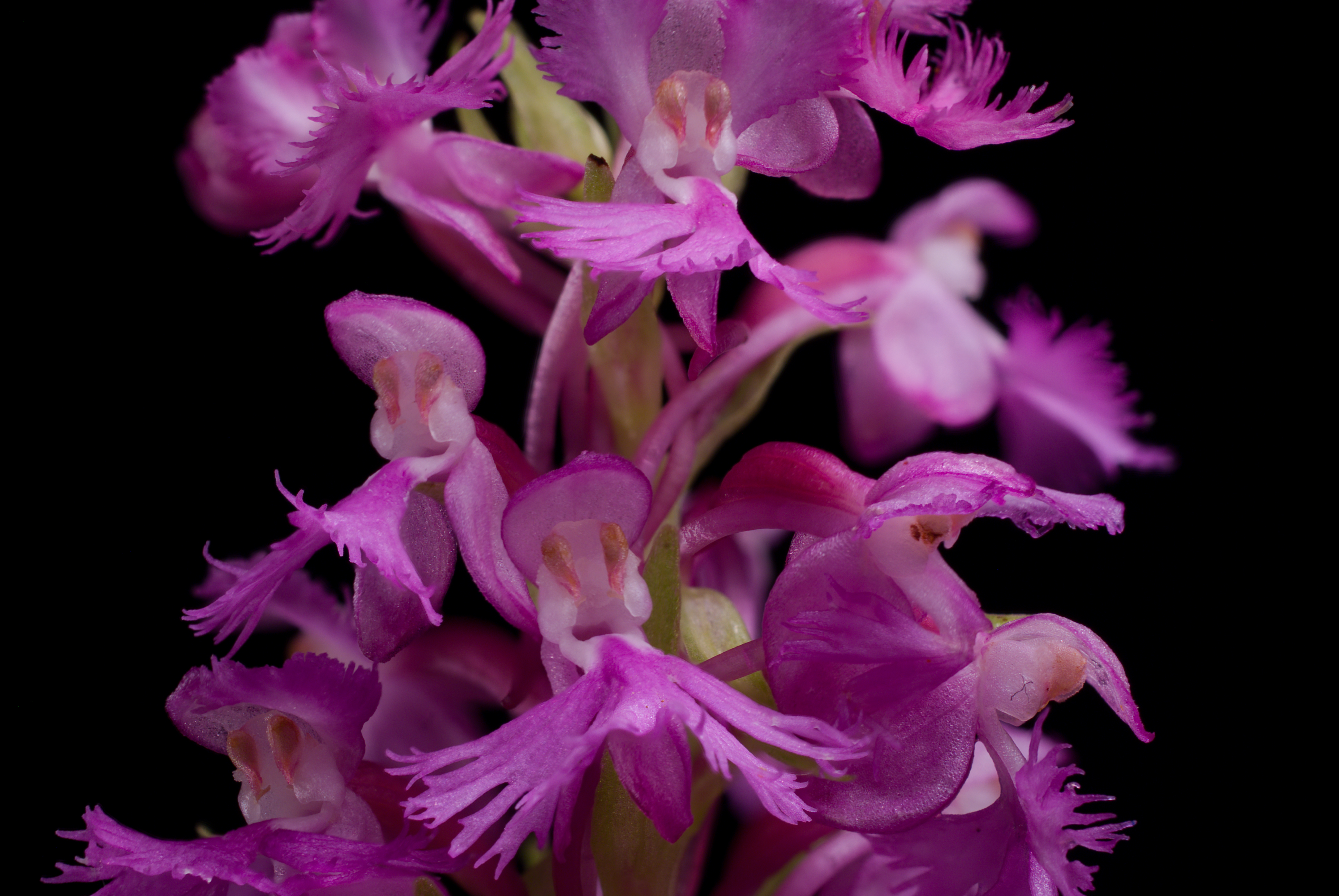
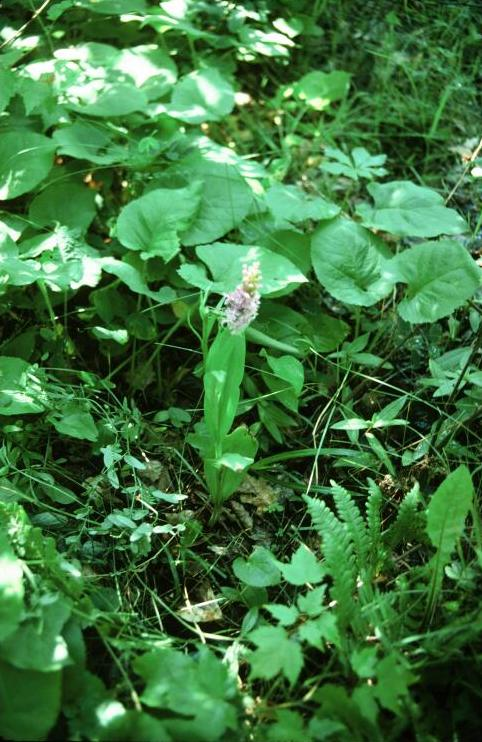